# TMEM106B
La proteína transmembrana 106B (TMEM106B) es una proteína que en humanos está codificada por el gen TMEM106B.

## Funciones
Se ha visto que TMEM106B participa en:
- Morfogénesis y mantenimiento de dendritas.
- Regulación del tráfico lisosomal neuronal a través de su interacción con MAP6.
- Ramificación de dendritas.

## Implicaciones patológicas
Las variaciones genéticas de TMEM106B son consideradas un factor de riesgo para el desarrollo de demencia frontotemporal, la esclerosis hipocampal y la enfermedad de Alzheimer. Se cree que estas variaciones genéticas producen alteraciones en los mecanismos celulares que degradan las proteínas mal plegadas favoreciendo la acumulación de péptido β amiloide y TDP-43 mal plegadas y su agregación.